# 크레씨-서브
크레씨-서브 (Cressi-Sub)는 이탈리아에 위치한 해양레저장비 제조업체이다. 에지디오 크레씨 (Egidio Cressi)와 난니 크레씨 (Nanni Cressi) 두 형제에 의해 1946년 이탈리아 제노바에서 설립되었으며, 세계 주요 스쿠버다이빙 장비 제조업체로 성장하였다.
스쿠버다이빙 장비 이외에도 스피어피싱, 수영용품 등을 만들기도 한다.
대한민국 내에서는 부산광역시 수영구에 위치한 인터오션이 딜러 역할을 하고 있으며, 스쿠버다이빙과 스노클링 장비를 중심으로 인지도가 높으나, 수영용품은 인지도가 낮다.

## 생산제품
- 수영용품: 1950년대부터 레크리에이션용과 선수용 수영용품을 생산하여 왔다.
- 스쿠버다이빙: 세계 주요 스쿠버다이빙 장비 제조업체 중 하나이며, 국내에서 인지도가 높다.